# Сесіль фон Ренте-Фінк
Сесіль Карл-Август Тімон Ернст Антон фон Ренте-Фінк (нім. Cécil Karl-August Timon Ernst Anton von Renthe-Fink; 27 січня 1885, Бреслау — 22 серпня 1964, Мюнхен) — німецький дипломат.

## Біографія
Здобув вищу юридичну освіту. З 8 червня 1936 по жовтень 1942 року — посол в Данії. 9 квітня 1940 року о 4 годині 20 хвилин, за 20 хвилин до вступу німецьких військ на територію Данії, поінформував міністра закордонних справ Данії П. Мунка про те, що німецькі війська вступили в країну «для захисту від англо-французької окупації». О 2 годині дня разом з генерал-майором Куртом Гімером відвідав короля Данії, проінформувавши його, що Данія окупована. Після окупації Данії дипломатичні відносини не були офіційно розірвані, і Ренте-Фінк зберіг свою посаду, ставши одночасно представником Німеччини в Данії; Мав великий вплив на данський уряд, фактично призначав і знімав міністрів. Активно виступав на підтримку Датської націонал-соціалістичної робітничої партії, наполягаючи на ліквідації монархії і встановленні нацистського режиму. В 1943-44 роках — спеціальний представник при маршалі Філіппові Петені.

## Нагороди
- Залізний хрест 2-го і 1-го класу
- Орден Альберта (Саксонія) з мечами
- Нагрудний знак «За поранення» в чорному
- Почесний хрест ветерана війни з мечами
- Хрест Воєнних заслуг 2-го і 1-го класу
- Орден Ісландського сокола, великий хрест (Данія)